# Jos Deenen
Jos Deenen (Baarlo, 24 oktober 1956) is een Nederlands collagekunstenaar.

## Opleiding
Deenen genoot zijn opleiding op de Grafische School te Utrecht. Hij sloot deze opleiding af als typografisch vakman. Na vervolgens het avond-atheneum te hebben gevolgd studeerde hij een jaar Nederlands aan de Radboud Universiteit te Nijmegen. Daarna volgde hij verschillende kunstcursussen.

## Stijl
Na zijn studie en cursussen legde hij een groot archief aan van divers fotomateriaal. Deenens stijl wordt, aansluitend op het Dadaïsme en surrealisme, gekenmerkt door het gebruik van foto's en krantenknipsels, met als voornaamste thema's: milieuproblematiek, oorlog, dubbele seksuele moraal, religie en rechtsradicalisme. Zijn collages voorziet hij van handgeschreven teksten in het Venloos, Nederlands of Engels. Een van Deenens inspiratiebronnen is John Heartfield.

## Collectie en werk
In 2006 ontwierp Deenen de hoes voor het project Serzjant Paeper, een Venlose interpretatie van het Beatles-album Sgt. Pepper's Lonely Hearts Club Band. Naar voorbeeld van het origineel maakte Deenen een fotocollage van bekende Venlonaren voor de hoes. In 2010 moest Deenen een deel van zijn werken uit een expositie in Oostrum halen omdat de bewuste werken omstreden waren. Deze werken beeldden het seksueel misbruik in de katholieke kerk uit.
In 2014 vond een expositie plaats in Museum Van Bommel Van Dam, waarbij ter gelegenheid een kunstboek over zijn werk verscheen bij Van Spijk/Rekafa Publishers BV. Deenen heeft inmiddels geëxposeerd in Nederland, België en Duitsland.

## Atelier
Deenen woont en werkt in het monumentale pand Grafisch atelier De Franse Republiek. Hier heeft hij tevens een aantal antieke drukpersen staan, die nog af en toe gebruikt worden.